# Астапенко, Михаил Павлович
Михаил Павлович Астапенко  (род. 17 ноября 1951 года) — русский советский писатель, прозаик, публицист-историк.
Член правления Ростовской региональной организации Союза писателей России, Академик Петровской академии наук и искусств.
В Старочеркасском историко-архитектурном музее-заповеднике в должности заместителя директора работает с 1975 года.

## Биография
Михаил Павлович Астапенко родился 17 ноября 1951 года в селе Плавна Климовского района Брянской области. В 1974 году М. П. Астапенко окончил исторический факультет Ростовского государственного университета. По окончании университета работал учителем истории в школе № 76 поселка Гигант Сальского района Ростовской области.
Сын Михаила Павловича — Евгений, является кандидатом исторических наук, членом Союза журналистов России.

## Творчество
М. Астапенко начал издаваться с 1977 года. Его перу принадлежат более 1200 статей и 79 книг по истории донского казачества. К основным произведениям, написанным М. П. Астапенко относятся: «История казачества России» в 5-ти книгах, «История донского казачества», «Донские казаки», «Атаман Платов», «Донские казачьи атаманы» и др.
Первая книга М. Астапенко «Останется вечно монументом» была издана в Ростовском книжном издательстве в 1984 году. Следующей была книга «Славен Дон» (1985), в московских издательствах вышли его книги: «И будет помнить вся Россия» («Молодая гвардия», 1986), «Атаман Платов» («Современник», 1988), в ростовских издательствах — книги о Кондратии Булавине, атамане Каледине, поэте Николае Туроверове и др.
Снялся в художественных фильмах «Оглашению не подлежит» («Мосфильм» 1983) и шестнадцатисерийном художественном фильме «Атаман» («Мосфильм», 2005).

## Награды и звания
- Лауреат премии Всесоюзного литературного конкурса имени Максима Горького и лауреат областного литературного конкурса им. В. А. Закруткина.
- Член Союза писателей России, член Союза журналистов России, академик Петровской академии наук и искусств (2011).
- Почетный гражданин Аксайского района Ростовской области.
- Кавалер Георгиевской медали 1 ст. "Мужество. Мудрость. Благородство" от Евразийского Георгиевского наградного комитета, Международной Ассоциации Фондов Мира, Славянского фонда России (2021).
- Почетный знак Союза журналистов России "За заслуги" (2021)

## Труды
Изданы следующие произведения писателя:
- Останется вечно монументом. — Ростов-н/Д: Ростиздат, 1984.
- Славен Дон. — Ростов-н/Д: Ростиздат, 1985.
- И будет помнить вся Россия. — М.: изд-во «Молодая гвардия», 1986.
- Атаман Платов. — М.: изд-во «Современник», 1988.
- Кондратий Булавин. — Ростов-н/Д: Ростиздат, 1988.
- «…Подвиг дивный…». — Ростов-н/Д: «Приазовскій край», 1991.
- Его назвали автором «Тихого Дона». — Ростов-н/Д: «Единство», 1991.
- Донские казаки. 1550—1920 гг. — Ростов-н/Д: «Логос», 1992.
- Донской казачий календарь. — Ростов-н/Д: «Приазовскій край», 1994.
- Край донской казачий. — Ростов-н/Д:_Издат. Института повышения квалификации учителей,1994.
- Краткое пособие по истории Донского края. — Ростов-н/Д, изд-во РГУ, 1995.
- Донские казачьи атаманы. 1550—1920. — Ростов-н/Д:_издат. «Приазовский край»1996.
- Атаман Каледин. — Ростов-н/Д: ЗАО «Книга», 1997.
- История казачества России. — Ростов-н/Д: изд-во РГУ, 1998.
- История донского казачества. — Ростов-н/Д: «Донской издательский дом», 1999.
- История донского казачества в повествованиях и рассказах. В 10 книгах. — Ростов-г/Д: изд-во «Терра», 2000—2002.
- Атаман Платов. — Ростов-н/Д: изд-во «Гефест», 2003.
- Краткая история адвокатуры Дона. 1873—2000 (в соавт. с Е. М. Астапенко и Д. П. Барановым). — Ростов-н/Д: «Приазовскій край», 2000.
- Душа казака. Н. Н. Туроверов (в соавт. с Е. М. Астапенко). — М.: изд-во «Русаки», 2002.
- История донского казачества. — Ростов-н/Д: изд-во «Менада», 2001.
- Донские казачьи атаманы. Дополненное издание. — Ростов-н/Д: изд-во «Гефест», 2003.
- История донского казачества. — Ростов-н/Д: ООО «Мини-Тайп», 2004.
- Природа и история родного края (в соавт. с Е. Ю. Сухаревской). — Ростов-н/Д: изд-во «Баро-Пресс», 2005.
- Природа и история родного края. Издание 2-е, дополненное. — Ростов-н/Д:_Издат. «Баро-Пресс»,2006.
- Природа и история родного края. Дополненное издание. — Ростов-н/Д:_"Баро-Пресс",2007.
- История Дона и донского казачества. — Ростов-н/Д: «Баро-Пресс», 2005.
- История Дона и донского казачества. Дополненное издание — Ростов-н/Д: «Баро-Пресс», 2007.
- История донского края. До 1920 г. (в соавт. с Е. М. Астапенко). — Ростов-н/Д: изд-во «Мини-Тайп», 2006.
- История донского края. 1920—2006 (в соавт. с Е. М. Астапенко). — Ростов-н/Д: «Мини-Тайп»,2007.
- Донские казачьи атаманы. 1550—2005. — Ростов-н/Д: изд-во «Тера-Принт», 2007.
- Николай Туроверов: казак, воин, поэт (в соавт. с Е. М. Астапенко). — Ростов-н/Д, изд-во «Странник», 2008.
- История казачества России. В 15 книгах. Книги 1 и 2. — Ростов-н/Д: изд-во «Мини-Тайп», 2008.
- Степан Разин. Историческое повествование. — Ростов-н-Д: изд-во «Странник», 2008.
- Вихорь-атаман. Историческое повествование. — Ростов-на-Дону: изд-во Ростовкнига, 2013.
- История казачьих кладбищ города Черкасска.станицы Старочеркасской (в соавт. с Е. М. Астапенко). — Ростов-на-Дону: изд-во «Мини-Тайп», 2018.
- История Донского края (в соавт. с Е. М. Астапенко). — Ростов-на-Дону. изд-во «Мини-Тайп», 2018.
- Уходили мы из Крыма (в соавт. с Е. М. Астапенко и В. В. Золотых). — Ростов-на-Дону: изд. «Мини-Тайп», 2021.
- Остров Крым барона Врангеля. (в соавт. с Е. М. Астапенко и В. В. Золотых). — Севастополь, 2020.
- История рода Кирсановы (в соавт. с Е.М. Астапенко). - Ростов-на-Дону: изд. "Мини-Тайп", 2021.
- Петр Первый на Земле Донской (в соавт. с Е.М. Астапенко). - Ростов-на-Дону: изд. "Мини-Тайп", 2022.
- Атаман Платов. Ростов-на-Дону: изд. "Мини Тайп". 2023.
- Степан Разин. Ростов-на-Дону. ООО "Мини Тайп", 2023.
- Хрестоматия по истории донского казачества. Ростов-на-Дону. ООО "Мини Тайп", 2024.